# 宮津市立府中小学校
宮津市立府中小学校（みやづしりつふちゅうしょうがっこう）は、京都府宮津市中野468番地にある公立小学校。
日本三景の天橋立の北側付け根近くに位置する。与謝野町宮津市中学校組合立橋立中学校の学区に含まれている。

## 沿革
- 1873年（明治6年）7月22日 - 府中校として開校。
- 1885年（明治18年） - 府中尋常小学校に改称。
- 1901年（明治34年） - 江尻校、府中校を合併して阿蘇尋常小学校が開校。
- 1904年（明治37年） - 阿蘇尋常高等小学校に改称。
- 1923年（大正12年） - 府中尋常高等小学校に改称。
- 1941年（昭和16年） - 府中国民学校に改称。
- 1947年（昭和22年） - 府中村立府中小学校に改称。
- 1954年（昭和29年） - 宮津市立府中小学校に改称。
- 1958年（昭和33年） - 完全給食が始まる。
- 2003年（平成15年）7月22日 - 創立130周年。
- 2006年（平成18年）〜2007年（平成19年） - 国語力向上拠点校となる。

## 教育目標
- 教育目標
  - 自ら学び、心豊かでたくましく、世界にはばたく人となれ
- めざす児童像
  - 「ふ」 ふるさとを愛し
  - 「ち」 智恵と
  - 「ゆ」 勇気とやさしさと
  - 「う」 運動大好き　府中の子

## 周辺
丹後天橋立大江山国定公園選定区域である。
- 天橋立
- 傘松公園
- 籠神社
- 阿蘇海
- 国道178号

## 通学区域が隣接している学校
- 宮津市立吉津小学校
- 与謝野町立岩滝小学校
- 宮津市立日置小学校
- 京丹後市立弥栄小学校
- 伊根町立本庄小学校
- 伊根町立伊根小学校